# Кавонис, Пол
Пол Каво́нис (англ. Paul Cavonis; род. 4 декабря 1937, Манхэттен, Нью-Йорк, США) — американский кино- и телеактёр. Известен по ролям мафиози и греческих персонажей.

## Биография
Родился в манхэттенском районе Адская кухня в греческой семье.
Служил в Армии США в период между Корейской войной и полномасштабной эскалацией войны во Вьетнаме.
В совершенстве владеет греческим языком.

## Фильмография
- 1972 — The Living End — Микки
- 1972 — Short Walk to Daylight — Рик Нильс (в титрах не указан)
- 1973 — Семейка Брейди — Бадди Беркман
- 1973 — Barnaby Jones — Мистер Эштон
- 1973 — ФБР — Стив
- 1973 — Roll Out — Сержант Форест
- 1974 — Коджак — Гейб
- 1974 — Banacek — Энди Холл
- 1975 — The Six Million Dollar Man — Пирс
- 1975 — The Rookies — Луис
- 1975 — The Wide World of Mystery — Доктор Грускофф
- 1975 — Спецназ — Рамери
- 1975 — Joe Forrester
- 1975 — Cannon — Джино Кастанья
- 1976 — The Lindbergh Kidnapping Case — Уильямсон
- 1976 — The Bionic Woman — Хендерсон
- 1976 — Баретта — Мэсник
- 1976 — Most Wanted — Фрэнчи
- 1976 — Police Story — Бостик
- 1977 — The City — Бёрт Фрескура
- 1977 — Рода — Доктор Купер
- 1973—1977 — Улицы Сан-Франциско — Стэн Майклз / Капиелло / окружной прокурор
- 1977 — Tales of the Unexpected — Арт Уинтерс
- 1977 — Досье детектива Рокфорда — Донни Б. Вау
- 1978—1979 — M*A*S*H — Грек / Сержант Кутрифиотис
- 1978—1981 — Ангелы Чарли — Гарри Старк / Отис / Ашер и др.
- 1981 — The Greatest American Hero — Томпсон
- 1978—1982 — Остров фантазий — Чарли / священник
- 1982—1983 — Matt Houston — Ленни Данбрул / Кригер
- 1983 — Каскадёры — Джозеф
- 1984 — Ти Джей Хукер — Чарли Лок
- 1987 — Kids Like These — Мистер Ла Полла
- 1988 — Династия — пьяница
- 1992 — Me, Myself and I — Ронни Паусон